# Pseudomonadota
 (mars 2016).
Phylum
Synonymes
- Desulfobacterota Waite et al. 2023
- Bdellovibrionota Waite et al. 2021
- Campylobacterota Waite et al. 2021
- Myxococcota Waite et al. 2021
- Bdellovibrionota Waite et al. 2020
- Desulfurobacterota Waite et al. 2020
- Myxococcota Waite et al. 2020
- Alphaproteobacteriota Whitman et al. 2018
- Campylobacterota Waite et al. 2018
- Epsilonbacteraeota Waite et al. 2017
- Alphaproteobacteraeota Oren et al. 2015
- Proteobacteria Garrity et al. 2005
- Proteobacteria Gray & Herwig 1996

Les Pseudomonadota (anc. Proteobacteria, en français les Protéobactéries) sont un vaste phylum du règne des Pseudomonadati au sein du domaine Bacteria. Son nom provient de Pseudomonas qui est le genre type de ce phylum.
C'est l'un des taxons bactériens les mieux caractérisés en raison de ses multiples recoupements avec la santé et les activités humaines. On y trouve en effet de nombreux genres pathogènes (Brucella, Rickettsia, Bordetella, Neisseria, Legionella, Pseudomonas, Vibrio, un grand nombre d'Entérobactéries, Helicobacter, etc.) mais aussi des bactéries impliquées dans la fixation biologique de l'azote (Azotobacter, Rhizobium, Bradyrhizobium, etc.), la production d'acide acétique (Acetobacteraceae) ou encore l'altération des minéraux (Burkholderiales) et la bioremédiation (Acinetobacter, Arthrobacter, Ideonella, etc.).

## Historique
Ce groupe de bactéries a d'abord été appelé « Bactéries pourpres et proches » par Carl Woese en 1987. Ensuite Proteobacteria a été proposé comme une classe par Stackebrandt et al. en 1988 afin de les y regrouper. En 2005, les protéobactéries sont élevées au niveau de phylum pour toutes les bactéries dont la séquence ARNr 16S est proche de celles de l'ordre des Pseudomonadales, ordre type de ce phylum.

### Étymologie
Le terme protéobactéries provient du dieu grec Protée, une divinité marine qui avait la capacité de se métamorphoser, en référence à la grande variété de formes au sein de ce groupe. Il n'a pas été nommé ainsi du fait de l'existence d'un genre bactérien nommé Proteus appartenant aux Protéobactéries,. Il a récemment été renommé Pseudomonadota par l'ICSP (octobre 2021) .

### Taxonomie
Le nom correct complet (avec auteur) de ce taxon est Pseudomonadota Garrity et al. 2021.
Le genre type est Pseudomonas Migula 1894.
Le groupe des Proteobacteria a d'abord été défini sur la base des séquences de l'ARN ribosomique (ARNr). Ensuite il a été élevé en tant que phylum avec cinq classes à la sortie de Bergeys de 2005. Les classes étant Alphaproteobacteria, Betaproteobacteria, Gammaproteobacteria, Deltaproteobacteria et Espilonproteobacteria. Chacune d'entre elles est monophylétique,,.
En 2007, Emerson et al. proposent l'ajout de la classe Candidatus ZetaProteobacteria mais sa publication est jugée invalide,.
Le genre Acidithiobacillus, a fait partie des Gammaproteobacteria jusqu'à ce qu'il soit transféré à la classe Acidithiobacillia en 2013. Ce genre Acidithiobacillus était auparavant vu comme paraphyletique dans les Betaproteobacteria d'après des  études d'alignements multiples de genomes. En 2017, les Betaproteobacteria ont été l'objet de modifications majeures et la classe Hydrogenophilalia a été créée pour contenir l'ordre Hydrogenophilales.
Les classes reconnues chez les Pseudomonadota comportent les espèces bactériennes avec les noms publiés de manière valides parmi les plus connus.
Exemples :
- Alphaproteobacteria: Brucella, Rhizobium, Agrobacterium, Caulobacter, Rickettsia, Wolbachia, etc. ;
- Betaproteobacteria: Bordetella, Ralstonia, Neisseria, Nitrosomonas, etc. ;
- Gammaproteobacteria: Escherichia, Shigella, Salmonella, Yersinia, Buchnera, Haemophilus, Vibrio, Pseudomonas, etc. ;
- Zetaproteobacteria: Mariprofundus ;
- Acidithiobacillia: Acidithiobacillus, Thermithiobacillus.

## Description
La plupart des protéobactéries sont mobiles grâce à un flagelle, mais d'autres peuvent être immobiles ou se déplacer par glissement. Ces derniers sont les Myxobacteria, un groupe unique de bactéries capables de s'agréger formant des corps fructifiants multicellulaires ; elles présentent aussi une grande variété de métabolismes. La plupart sont anaérobies strictes ou facultatives et hétérotrophes, comme les animaux, mais les exceptions sont nombreuses. Certaines protéobactéries, les bactéries pourpres, sont autotrophes et photosynthétiques. Les protéobactéries sont à Gram négatif, c’est-à-dire qu'elles possèdent une membrane externe composée de lipopolysaccharides (LPS) mais pauvre en peptidoglycane.

### Particularités des classes
Certaines Alphaproteobacteria peuvent croître sur de très faibles niveaux de nutriments et ont des morphologies très particulières, comme des tiges ou des bourgeons, ou forment des filaments avec des pédoncules. On compte également des bactéries importantes au niveau de l'agriculture avec des bactéries capables de fixer l'azote en symbiose avec les plantes. L'ordre type est celui des Caulobacterales, comprenant des bactéries filamenteuses gainées capables de former un pédoncule telles que Caulobacter. Selon la théorie endosymbiotique, les mitochondries présentes dans les eukaryotes, et qui leur permettent de « gérer » l'énergie grâce à l'ATP, proviennent de protéobactéries incorporées au sein d'archéobactéries par endosymbiose. Selon certains, la mitochondrie serait un descendant d'une alphaproteobactérie.
Les Betaproteobacteria exhibent une très grande variété de métabolismes. On y trouve des bactéries chimiolithotrophes, photoautotrophes, et hétérotrophes. L'ordre type est représenté par les Burkholderiales, comprenant une très grande diversité de métabolismes et incluant des pathogènes opportunistes.
Les Gammaproteobacteria représentent la plus grande classe en nombre d'espèces publiées de manière valide. L'ordre type est les Pseudomonadales, c'est-à-dire l'ordre type des Protéobactéries, qui inclut le genre Pseudomonas et les bactéries fixatrices d'azote Azotobacter.
Les Zetaproteobacteria sont des bactéries chimiolithotrophes, neutrophiles capables d'oxyder l'ion ferreux, présentes dans les estuaires et habitats marins de par le monde. L'ordre type de cette classe est représenté par les Mariprofundales.
Les Hydrogenophilalia sont des thermophiles strictes et incluent des hétérotrophes et des autotrophes. L'ordre type est les Hydrogenophilales.
La classe des Acidithiobacillia contient seulement des autotrophes oxydant le soufre, le fer, et l'uranium. L'ordre type est les Acidithiobacillales, qui inclut des organismes importants économiquement utilisés dans l'industrie de la mine tels que les différentes espèces d'Acidithiobacillus.

### Transformation
Le processus de transformation, par lequel du matériel génétique peut être transféré d'une bactérie à une autre, a été identifié dans plus de 30 espèces de Pseudomonadota parmi les classes alpha, beta, et gamma. Parmi les espèces les plus étudiées sur ce phénomène chez les Pseudomonadota pour la transformation de matériel génétique naturellement sont les pathogènes humains Neisseria gonorrhoeae (classe beta), etHaemophilus influenzae (classe gamma). La transformation de matériel génétique naturel est une forme de processus sexuel impliquant le transfert d'ADN d'une bactérie à une autre par l'intégration de séquences génomiques du donneur dans le génome du receveur. Chez les Pseudomonadota pathogènes, la transformation apparaît comme un mécanisme de réparation de l'ADN, processus permettant de protéger l'ADN du pathogène des dégradations subies par la production de dérivés réactifs de l'oxygène des défenses phagocytaires de l'hôte.

### Microbiotes
Les Pseudomonadota sont aussi fréquemment associées au déséquilibre du microbiote du tractus génital inférieur féminin. Plusieurs espèces de Pseudomonadota sont associées à l'inflammation de ce tractus.

## Liste de classes
Selon la LPSN (14 juin 2025) ce phylum contient huit classes publiées de manière valide :
- Acidithiobacillia Williams & Kelly 2013
- Alphaproteobacteria Garrity et al. 2006
- Betaproteobacteria Garrity et al. 2006
- Deltaproteobacteria Kuever et al. 2006
- Epsilonproteobacteria Garrity et al. 2006
- Gammaproteobacteria Garrity et al. 2005
- Hydrogenophilia Boden et al. 2022
- Oligoflexia Nakai et al. 2014

Le phylum comportait aussi une classe en attente de publication valide, les « Zetaproteobacteria » Makita et al. 2017, mais elle a été synonymisée avec les Alphaproteobacteria.

## Classification officielle (2005 et 2007)
L'analyse de la séquence du gène codant l'acide ribonucléique ribosomique 16S permet de diviser les protéobactéries en 5 classes, allant de α à ε auxquelles s'est ajoutée une sixième classe en 2007 avec ζ.
- Phylum Proteobacteria
  - Alphaproteobacteria
    - Caulobacterales — par exemple « le genre » Caulobacter et l'espèce Caulobacter crescentus
    - Parvularculales
    - Rhizobiales — par exemple Rhizobium
    - Rhodobacterales
    - Rhodospirillales — par exemple Acetobacter
    - Rickettsiales — par exemple Rickettsia
    - Sphingomonadales — par exemple la famille Sphingomonadaceae et le genre Sphingomonas

  - Betaproteobacteria[17]
    - Burkholderiales — par exemple Bordetella
    - Hydrogenophilales - par exemple la famille Hydrogenophilaceae
    - Methylophilales
    - Neisseriales — par exemple Neisseria
    - Nitrosomonadales
    - Rhodocyclales
    - Procabacteriales
    - Comamonadaceæ — par exemple Ideonella sakaiensis

  - Gammaproteobacteria[15]
    - Acidithiobacillales
    - Aeromonadales — par exemple Aeromonas
    - Alteromonadales — par exemple Pseudoalteromonas
    - Cardiobacteriales
    - Chromatiales — bactéries pourpres sulfureuses
    - Enterobacterales — par exemple l'espèce Escherichia coli ou la famille Enterobacteriaceae
    - Legionellales — par exemple Legionella
    - Methylococcales
    - Oceanospirillales
    - Pasteurellales — par exemple Haemophilus influenzae
    - Pseudomonadales — par exemple Pseudomonas
    - Thiotrichales — par exemple Thiomargarita
    - Vibrionales — par exemple Vibrio
    - Xanthomonadales — par exemple Stenotrophomonas

  - Deltaproteobacteria
    - Bdellovibrionales — par exemple Bdellovibrio
    - Desulfobacterales
    - Desulfovibrionales
    - Desulfurellales
    - Desulfuromonadales — par exemple Geobacter
    - Myxococcales — Myxobactéries
    - Syntrophobacterales

  - Epsilonproteobacteria
    - Campylobacterales — par exemple Helicobacter ou Campylobacter jejuni 
    - Nautiliales

  - Zetaproteobacteria (nom invalide)[13]
    - Mariprofundales

## Classification de Cavalier-Smith
Dans la classification controversée de Cavalier-Smith, les Proteobacteria sont subdivisées en trois sous-phyla, eux-mêmes subdivisés en de nouvelles classes.
- Phylum Proteobacteria
  - Sous-phylum Rhodobacteria
    - Classe 1. Caulobacteria cl. n. Cavalier-Smith (ɑ-proteobacteria, ex. : Caulobacter, Rhodospirillum, Pelagibacter)
    - Classe 2. Chromatiia (nouveau nom des Chromatibacteria) cl. n. Cavalier-Smith (Bactéries pourpres sulfurées et proches)[26],[27],[25]
      - Sous-classe 1. Acidithiobacillidae (γ-proteobacteria, ex. : Chromatium, Acidithiobacillus, Escherichia)
      - Sous-classe 2. Neisseriidae Cavalier-Smith subcl. n. (β-proteobacteria, ex. : Neisseria)

    - Classe 3. Mariprofundia cl. n. Cavalier-Smith (ζ-proteobacteria, ex. : Mariprofundus)
    - Classe 4. Myxococcia cl. n. Cavalier-Smith (δ-proteobacteria)
      - Sous-classe 1. Mycococcidae subcl. n. Cavalier-Smith (ex. : Myxococcus)
      - Sous-classe 2. Geobacteridae subcl. n. Cavalier-Smith (ex. : Geobacter)
      - Sous-classe 3. Oligoflexidae (Bdellovibrio, Oligoflexus)

    - Classe 5. Nitrospinia cl. n. Cavalier-Smith (Nitrospinaceae : Nitrospina)

  - Sous-phylum Acidobacteriota
    - Classe 1. Blastocatellia Pascual et al. 2016 (ex. : Chloracidobacterium, Holophaga, Terroglobus)
    - Classe 2. Nitrospiria cl. n. Cavalier-Smith (ex. : Nitrospira, Leptospirillum, Thermodesulfovibrio)

  - Sous-phylum Geobacteria
    - Classe 1. Deferribacteria cl. n. Cavalier-Smith (orders Deferribacterales Huber & Stetter 2002 ; Chrysiogenales Garrity and Holt 2002, ex. : Chrysiogenes)
    - Classe 2. Nautiliia cl. n. Cavalier-Smith (ε-Proteobacteria, ex. : Nautilia, Campylobacter)